# زهرة تشيزمان
زهرة تشيزمان (من مواليد 8 نوفمبر 2002) هي لاعبة كرة قدم مغربية، تلعب كحارسة مرمى لفريق الكلية الأمريكية كولورادو كوليدج تايغرز والمنتخب المغربي للسيدات.

## حياتها
نشأت في مدينة هايواردز هيث [الإنجليزية]، لأب إنجليزي وأم مغربية.

## مهنة الكلية
التحقت بكلية كولورادو بالولايات المتحدة.

## مهنة النادي
تدربت زهرة في برايتون. وفي أكاديمية تشارلتون. وانضمت إلى نادي لويس للسيدات في عام 2020.

## مهنة دولية
شاركت لأول مرة مع المغرب في 14 يونيو 2021 في مباراة ودية ضد مالي.